# Pruhlî, Zinkiv
Pruhlî (în ucraineană Пругли) este un sat în comuna Ciovno-Fedorivka din raionul Zinkiv, regiunea Poltava, Ucraina.

## Demografie
Componența lingvistică a localității Pruhlî
     Ucraineană (40%)
Conform recensământului din 2001, nu exista o limbă vorbită de majoritatea populației, aceasta fiind compusă din vorbitori de ucraineană (40%).